# گازی شدن زغال‌سنگ
گازی شدن زغال‌سنگ فرایند تولید گاز سنتز است. گازی متشکل از مونوکسید کربن (CO)، هیدروژن (H2)، دی‌اکسید کربن (CO2)، گاز متان (CH4) و بخار آب (H2O) که از زغال‌سنگ، آب، هوا یا اکسیژن است.
فرایند اکسید شدن زغال‌سنگ: زغال‌سنگ (s) + اکسیژن (g) ----> کربن دی‌اکسید (g) + آب (g) + گوگرد دی‌اکسید (g) + کربن مونو اکسید (g)
در گذشته، زغال‌سنگ برای تولید گاز زغال‌سنگ تبخیر می‌شد که به آن «گاز شهری (متان)» می‌گفتند. گاز زغال‌سنگ قابلیت احتراق دارد. این گاز قبل از کشف به عنوان منابع وسیعی از گاز طبیعی به دست آمده از نفت برای گرمایش و روشنایی شهری استفاده می‌شد.
تأسیسات مربوط به گازی شدن زغال‌سنگ در مقیاس بزرگ‌تر، بیشتر به منظور تولید برق یا تولید مواد اولیهٔ شیمیایی است. به‌طور مثال هیدروژن حاصل از فرایند گازی شدن زغال‌سنگ را می‌توان در سنتز مواد مختلفی مانند آمونیاک یا تأمین انرژی در اقتصاد هیدروژن یا به‌روزرسانی سوخت‌های فسیلی استفاده کرد.
گاز طبیعی‌ای که از فرایند گازی شدن زغال‌سنگ به‌دست می‌آید می‌تواند به عنوان سوخت در بخش حمل و نقل مورد استفاده قرار گیرد.

## تاریخ
در گذشته زغال‌سنگ به منظور تهیهٔ گاز زغال‌سنگ تبخیر می‌شد تا از آن برای روشنایی، گرمایش و پخت و پز استفاده شود. قیمت بالای نفت و گاز طبیعی منجر به افزایش علاقه در "تبدیل آبادیس (BTU)" فناوری‌هایی مانند تبخیر، متان‌سازی و میعان شد. شرکت سوخت‌های مصنوعی در سال ۱۹۸۰ تأسیس شد و توانستند با بودجه‌ای که از دولت ایالات متحده دریافت می‌کرد برای ایجاد بازار جایگزین سوخت‌های فسیلی وارداتی (مانند گازرسانی زغال‌سنگ) فعالیت کند. این شرکت در سال ۱۹۸۵ منحل شد.

### تاریخچهٔ اولیهٔ تولید گاز زغال‌سنگ توسط کربن‌سازی

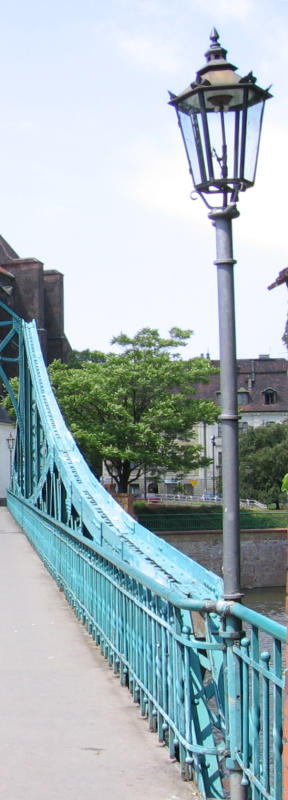
روشنایی گاز در مرکز تاریخی وروتسواف، لهستان

ژان باپتیستا ون هلمونت، دانشمند فنلاندی، در تاریخ ۱۶۰۹ از نام «گاز» در مقالات خود منتسب به منشأ دارو به منظور توصیف کشف خود، «روحی وحشی» که از چوب گرم‌شده و زغال‌سنگ فرار می‌کرد و «تفاوت چندانی با هرج و مرج‌های باستانی نداشت» استفاده کرد. آزمایش‌های مشابهی نیز در سال ۱۶۸۱ توسط یوهان بکر از مونیخ و در سال ۱۶۸۴ توسط جان کلینتون از ویگان انگلستان انجام شد. کلینتون آن را «روح زغال‌سنگ» نامید. ویلیام مرداک (که بعداً به مرداک شهرت یافت) روش‌های نوینی برای ساخت، تصفیه و ذخیرهٔ گاز را کشف کرد. او خانهٔ خود را در ردروث، کلبهٔ خود را در بیرمنگام در ۱۷۹۲، ورودی پاسگاه پلیس منچستر در ۱۷۹۷، نمای بیرونی کارخانهٔ بولتن اند وات در بیرمنگام و یک کارخانهٔ بزرگ پنبه در سالفورد در سال ۱۸۰۵ را روشن ساخت.
یان پیتر مینکلیرز در سال ۱۷۸۳ اتاق سخنرانی خود را در دانشگاه لوین روشن کرد و لرد داند و نالد در سال ۱۷۸۷ خانهٔ خود را در کالراس، اسکاتلند روشن کرد، این گاز در مخازن مهر و موم شده از آثار قیر محلی حمل می‌شود. در فرانسه، فیلیپ لو بن در سال ۱۷۹۹ آتش‌سوزی گاز را ثبت کرد و روشنایی خیابان را در سال ۱۸۰۱ نشان داد. تظاهرات دیگری در فرانسه و ایالات متحده دنبال شدند، اما به‌طور کلی شناخته شده‌است که اولین کار تجاری گاز توسط شرکت گاز و کک لندن و وست مینستر در خیابان بزرگ پیتر در سال ۱۸۱۲ ساخته شد و لوله‌های چوبی را برای روشن کردن پل وست مینستر با گاز گذاشته‌است. چراغ در شب سال نو در سال ۱۸۱۳. در سال ۱۸۱۶، رامبو چهار نفر دیگر شرکت گاز روشنایی بالتیمور، اولین شرکت تولیدی گاز در آمریکا را تأسیس کردند. در سال ۱۸۲۱، گاز طبیعی در فردونیا، نیویورک به صورت تجاری استفاده می‌شد. اولین کار گاز آلمان در هانوفر در سال ۱۸۲۵ ساخته شد و تا سال ۱۸۷۰، ۳۴۰ کار گاز در آلمان وجود داشت که گاز شهر را از زغال‌سنگ، چوب، زغال‌سنگ نارس و سایر مواد تولید می‌کرد.

شرایط کار در شرکت گاز روشنایی و کک‌سازی هورس وری ورکس، لندن، در دهه ۱۸۳۰ توسط یک بازدیدکنندهٔ فرانسوی، فلورا تریستان، در تفرجگاه‌های خود را در تفرجگاه‌های دانس لندر توصیف کرد:
دو ردیف کوره در هر طرف آتش گرفته شد. این اثر با توصیف جعل ولکان بی‌شباهت نبود، جز این که سیکلوپ‌ها با جرقه‌ای الهی متحرک می‌شدند، در حالی که خادمان غروب کوره‌های انگلیسی بی‌روح، ساکت و مبهم بودند. … سرکارگر به من گفت که گروه‌های بخار از میان قوی‌ترین افراد انتخاب می‌شوند، اما با این وجود همهٔ آن‌ها پس از هفت یا هشت سال زحمت، تحلیل می‌روند و در اثر بیماری ریوی می‌میرند. این، غم و اندوه و بی‌علاقگی را در چهره‌ها و تمامی حرکت مردان بدبخت توضیح می‌داد.
اولین گازرسانی لوله‌کشی عمومی به ۱۳ لامپ گازی انجام شد که هر کدام دارای سه کره گلخانه ای در طول مرکز خرید پال، لندن در سال ۱۸۰۷ بود. اعتبار این امر به مخترع و کارآفرین فردریک وینسور و لوله‌کش توماس سوگ تعلق دارد که لوله‌ها را ساخت و لوله گذاری کرد. حفر خیابان‌ها برای لوله‌کشی به قانون گذاری نیاز داشت و این امر باعث به تأخیر انداختن روشنایی خیابان و گاز برای مصارف خانگی شد. در همین حال ویلیام مرداک و شاگردش ساموئل کلگ در حال نصب روشنایی گاز در کارخانه‌ها و محل کار بودند و با چنین مانعی روبه‌رو نبودند.

### تاریخچهٔ اولیهٔ تولید گاز زغال‌سنگ توسط گازدهی
در دههٔ ۱۸۵۰، هر شهر کوچک و متوسط دارای یک کارخانهٔ گاز برای تأمین روشنایی خیابان بود. مشترکان همچنین می‌توانند خطوط لوله را به خانه‌های خود برسانند. در این دوره، روشنایی گاز پذیرفته شد. چراغ گاز به طبقه متوسط پایین آمد و بعداً اجاق گاز و اجاق گاز آمد.
دههٔ ۱۸۶۰ عصر طلایی توسعهٔ گاز زغال‌سنگ بود. دانشمندانی مانند آوگوست ککوله و ویلیام هنری پرکین با کشف اسرار شیمی آلی، نحوهٔ ساخت گاز و ترکیب آن را فاش کردند. از این نیروگاه‌های گازی بهتر و رنگ‌های بنفش پرکین، مانند مووین، حاصل شد. در دههٔ ۱۸۵۰، فرایندهای تولید گاز تولیدکننده و گاز آب از کُک ایجاد شد. گاز آب غنی‌نشده را می‌توان به عنوان گاز آب آبی (BWG) توصیف کرد.
گاز موند که در دههٔ ۱۸۵۰ توسط لودویگ موند تولید شد، گازی بود که به جای کک از زغال ساخته می‌شد. این ماده حاوی آمونیاک و قیر زغال بود و برای بازیابی این ترکیبات ارزشمند فرآوری شد.
گاز آب آبی (BWG) با شعله‌ای غیر نورانی می‌سوزد که آن را برای اهداف روشنایی نامناسب می‌کند. گاز آب کاربراته (CWG)، تولید شده در دههٔ ۱۸۶۰، گاز آب آبی (BWG) غنی‌شده با گازهایی است که با پاشش روغن در یک واکنش داغ به‌دست می‌آید. از ارزش حرارتی بالاتری برخوردار است و با شعله‌ای درخشان می‌سوزد.
روند گاز آب کاربراته توسط تادئوس اس سی لو در سال ۱۸۷۵ بهبود یافت. روغن گاز از طریق دماسنج در کاربراتور و سوپرهیتر مجموعه تولید CWG در BWG فیکس شد. CWG از دههٔ ۱۸۸۰ تا دههٔ ۱۹۵۰ فناوری غالب در ایالات متحده بود و جایگزین گاز شدن زغال‌سنگ شد. گاز آب کاربراته (CWG) دارای ضریب شیر 20MJ / m 3 است یعنی کمی بیش از نیمی از گاز طبیعی.
ظهور روشنایی گاز رشته‌ای در کارخانه‌ها، خانه‌ها و خیابان‌ها، جایگزینی چراغ‌های روشنایی و شمع‌ها با نور ثابت و روشن، تقریباً نور روز مطابق با رنگ آن، برای بسیاری از افراد شب را به روز تبدیل کرد - کار در شیفت شب در صنایعی که نور همهٔ آن‌هاست، امکان‌پذیر است. مهم است - در ریسندگی، بافتن و ساخت لباس و غیره اهمیت اجتماعی این تغییر برای نسل‌هایی که با روشنایی پس از تاریکی با لمس یک سوئیچ قابل درک هستند، دشوار است. نه تنها تولیدات صنعتی تسریع شد، بلکه خیابان‌ها ایمن شدند، روابط اجتماعی تسهیل شد و خواندن و نوشتن گسترده‌تر شد. کارهای گاز تقریباً در هر شهر ساخته شده‌است، خیابان‌های اصلی بسیار روشن شده و گاز در خیابان‌ها به اکثر خانواده‌های شهری منتقل شده‌است. اختراع کنتور گاز و کنتور پیش پرداخت در اواخر دههٔ ۱۸۸۰ نقش مهمی در فروش گاز شهری به مشتریان داخلی و تجاری داشت.

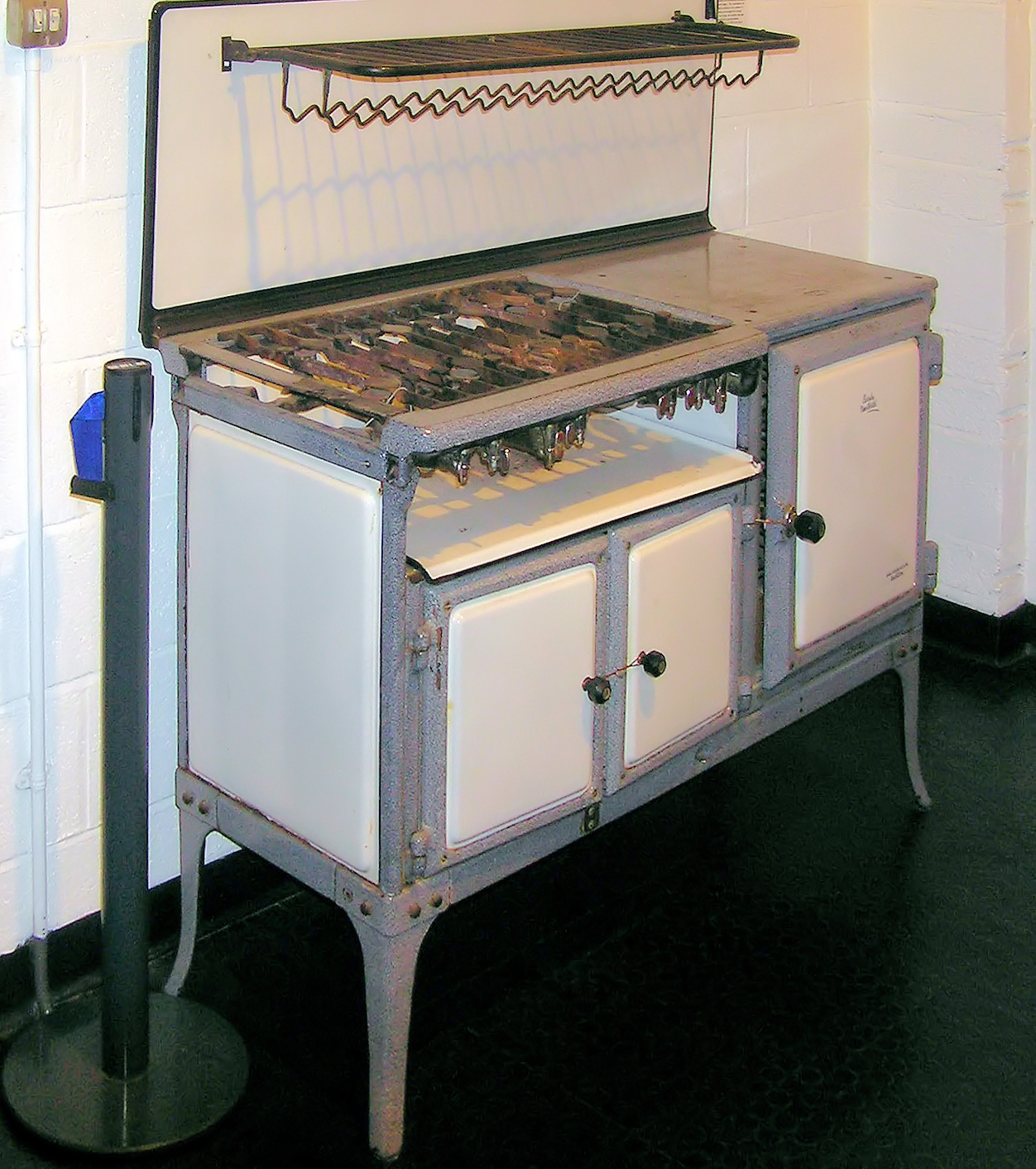
اجاق گاز در سال ۱۹۳۴ در انگلیس

آموزش نیروی کار بزرگ، تلاش برای استانداردسازی روش‌های تولیدی و تجاری و تعدیل رقابت تجاری بین شرکت‌های تأمین‌کننده، باعث تأسیس انجمن‌های مدیران گاز شد، اولین بار در اسکاتلند در سال ۱۸۶۱. انجمن مدیریت گاز انگلستان در سال ۱۸۶۳ در منچستر تشکیل شد و این، پس از یک تاریخ آشفته، بنیاد مؤسسهٔ مهندسان گاز (IGE) شد. در سال ۱۹۰۳، مؤسسهٔ بازسازی‌شدهٔ مهندسین عمران (ICE) دوره‌هایی را برای دانشجویان تولید گاز در انستیتوی شهر و اصناف لندن آغاز کرد. IGE در سال ۱۹۲۹ منشور سلطنتی اعطا شد. دانشگاه‌ها در پاسخگویی به نیازهای صنعت، کند عمل کردند و تنها در سال ۱۹۰۸ بود که اولین استاد صنایع زغال‌سنگ و سوخت در دانشگاه لیدز تأسیس شد. در سال ۱۹۲۶، شرکت گاز روشنایی و کک سازی خانه واتسون در مجاورت ناین المز کارگاه گاز را افتتاح کرد. در ابتدا، این یک آزمایشگاه علمی بود. بعداً این مرکز شامل مراکز آموزش کارآموزان بود اما سهم عمدهٔ آن در صنعت، امکانات آزمایش لوازم خانگی گاز بود که در اختیار کل صنعت، از جمله تولیدکنندگان لوازم گاز قرار گرفت. با استفاده از این تسهیلات، صنعت نه تنها ایمنی بلکه استانداردهای عملکردی را هم برای ساخت وسایل گازسوز و هم برای سرویس‌دهی آن‌ها در خانه‌های مشتریان و اماکن تجاری ایجاد کرد.
در طول جنگ جهانی اول، محصولات جانبی صنعت گاز، فنل، تولوئن و آمونیاک و ترکیبات گوگردی از مواد با ارزش مواد منفجره بودند. زغال‌سنگ زیادی برای کارهای گازی از طریق دریا حمل می‌شد و در برابر حملهٔ دشمن آسیب‌پذیر بود. صنعت گاز کارفرمای بزرگی از دفتریاران، عمدتاً مرد قبل از جنگ بود. اما ظهور ماشین تحریر و زن تایپیست یک تغییر مهم اجتماعی دیگر ایجاد کرد که برخلاف اشتغال زنان در صنعت جنگ، تأثیرات طولانی مدت داشت.
سال‌های بین جنگ با توسعهٔ تلافی عمودی مداوم که جایگزین بسیاری از دسته‌های تغذیه‌کننده پاسخ افقی شد، مشخص شد. بهبودهایی در ذخیره‌سازی، به ویژه نگهدارندهٔ گاز بدون آب و توزیع وجود داشت. لوله‌های فولادی ۲–۴ اینچ برای انتقال گاز تا ۵۰ پوند بر اینچ مربع (۳۴۰ کیلوپاسکال) به عنوان منبع تغذیه در مقایسه با لوله‌های چدنی سنتی که به‌طور متوسط ۲–۳ اینچ آب سنج (۵۰۰–۷۵۰ پاسکال) کار می‌کنند. بنزول به‌عنوان سوخت وسیلهٔ نقلیه و قیر زغال‌سنگ به عنوان ماده اصلی تولید صنایع شیمیایی آلی در حال ظهور، درآمد قابل توجهی در اختیار صنعت گاز قرار داد. نفت پس از جنگ جهانی دوم، قیر زغال‌سنگ را به عنوان ماده اولیهٔ صنایع شیمیایی آلی جایگزین کرد و از دست دادن این بازار به مشکلات اقتصادی صنعت گاز پس از جنگ کمک کرد.
طیف گسترده‌ای از لوازم خانگی و استفاده از گاز طی سال‌های متمادی تولید شده‌است. بخاری گازی، اجاق گاز، یخچال و فریزر، ماشین لباسشویی، اتو، pokers برای روشن کردن آتش زغال‌سنگ، حمام، گاز و گرمایش، خوشه کنترل از راه دور از چراغ گاز، موتورهای گاز انواع مختلف و در سال بعد، هوای گرم گاز و آب داغ مرکزی گرمایش و تهویه مطبوع، همه کمک‌های زیادی به بهبود کیفیت زندگی در شهرها و شهرهای جهان کرده‌است. تکامل روشنایی الکتریکی که از طریق تأمین عمومی در دسترس است، چراغ گاز را خاموش می‌کند، مگر در مواردی که مطابقت رنگ مانند مغازه‌های فروشگاه‌های مغازه‌های زیبایی استفاده می‌شود.

طرح یک دستگاه گاز دهندهٔ Lurgi

در حین گازرسانی، زغال‌سنگ با اکسیژن و بخار (بخار آب) در حالی که گرم می‌شود (و در بعضی موارد تحت فشار قرار می‌گیرد) از بین می‌رود. اگر زغال‌سنگ توسط منابع حرارتی خارجی گرم شود، فرایند «آلوترمال» نامیده می‌شود، در حالی که فرایند «خود گرمایی» فرض می‌کند که زغال‌سنگ از طریق واکنش‌های شیمیایی گرمازایی که در داخل خود دستگاه گاز دهنده رخ می‌دهد، انجام می‌شود. ضروری است که اکسید کننده عرضه شده برای اکسیداسیون (احتراق) کامل سوخت کافی نباشد. در طی واکنش‌های ذکر شده، مولکول‌های اکسیژن و آب زغال‌سنگ را اکسید کرده و مخلوط گازی دی‌اکسید کربن (CO2)، مونوکسیدکربن (CO)، بخار آب (H 2 O) و هیدروژن مولکولی (H 2) تولید می‌کنند. (برخی از محصولات جانبی مانند قطران، فنول‌ها و غیره نیز بسته به فناوری خاص گازسوز استفاده شده، محصولات نهایی هستند) این فرایند در محل درزهای زغال‌سنگ طبیعی (که به آن گازدهی زغال‌سنگ زیرزمینی گفته می‌شود) و در پالایشگاه‌های زغال‌سنگ انجام شده‌است. محصول نهایی مورد نظر معمولاً گاز سنتز شده‌است (یعنی ترکیبی از H2 و CO) اما گاز زغال تولید شده نیز ممکن است برای تولید مقادیر اضافی H2 تصفیه شود:
{\displaystyle {\ce {3C + O2 + H2 -> 3CO + H2}}}
اگر تصفیه
خانه بخواهد آلکان (به عنوان مثال هیدروکربن‌های موجود در گاز طبیعی، بنزین و سوخت دیزل) تولید کند، گاز زغال‌سنگ در این حالت جمع شده و به رآکتور فیشر-تروپش هدایت می‌شود. اگر، هیدروژن محصول نهایی مورد نظر باشد، گاز زغال‌سنگ (در درجهٔ اول محصول CO) در جایی که هیدروژن بیشتری با واکنش اضافی با بخار آب تولید می‌شود، تحت واکنش جابه‌جایی گاز آب قرار می‌گیرد:
{\displaystyle {\ce {CO + H2O -> CO2 + H2}}}
اگرچه در حال حاضر فناوری‌های دیگری برای گازرسانی زغال‌سنگ وجود دارد، اما همهٔ آن‌ها به‌طور کلی از فرآیندهای شیمیایی یکسانی استفاده می‌کنند. برای زغال‌های کم‌عیار (به عنوان مثال "ذغال‌های قهوه‌ای") که حاوی مقدار قابل توجهی آب هستند، فناوری‌هایی وجود دارد که طی آن‌ها نیازی به بخار نیست، تنها واکنش‌دهنده‌های زغال‌سنگ (کربن) و اکسیژن هستند. همچنین، برخی از فناوری‌های گازرسانی به زغال‌سنگ نیازی به فشارهای زیاد ندارند. برخی از آن‌ها از زغال‌سنگ پودر شده به عنوان سوخت استفاده می‌کنند در حالی که برخی دیگر با بخش‌های نسبتاً زیادی زغال‌سنگ کار می‌کنند. فناوری‌های گازرسانی در نحوه تأمین دمیدن نیز متفاوت هستند.
"دمیدن مستقیم" فرض می‌کند زغال‌سنگ و اکسیدکننده از طرف مخالف کانال رآکتور به سمت یکدیگر تأمین می‌شوند. در این حالت اکسید کننده از طریق کک عبور می‌کند و (به احتمال زیاد) به منطقه واکنش که در آن تعامل با زغال‌سنگ است خاکستر می‌شود. سپس گاز داغ تولید شده سوخت تازه عبور داده و ضمن جذب برخی از محصولات از بین برنده حرارتی سوخت، مانند تار و فنل، آن را گرم می‌کند؛ بنابراین، گاز قبل از استفاده در واکنش فیشر-تروپش به تصفیه قابل توجهی نیاز دارد. محصولات تصفیه شده بسیار سمی هستند و برای استفاده از آن‌ها به امکانات ویژه‌ای نیاز دارند. در نتیجه، نیروگاه با استفاده از فناوری‌های توصیف‌شده باید بسیار بزرگ باشد تا از نظر اقتصادی کارآمد باشد. یکی از این نیروگاه‌ها به نام SASOL در جمهوری آفریقای جنوبی (RSA) واقع شده‌است. این بنا به دلیل تحریم اعمال شده در کشور برای جلوگیری از واردات نفت و گاز طبیعی ساخته شده‌است. RSA غنی از زغال‌سنگ قیر و آنتراسیت است و قادر به استفاده از فرایند گازرسانی فشار شناخته شدهٔ "لورگی" شناخته شده در آلمان در نیمهٔ اول قرن ۲۰ بود.
"دمش معکوس" (در مقایسه با نوع قبلی که در ابتدا اختراع شد) در نظر گرفته شده‌است که زغال‌سنگ و اکسید کننده از همان سمت رآکتور تأمین می‌شوند. در این حالت هیچ‌گونه فعل و انفعال شیمیایی بین زغال‌سنگ و اکسید کننده قبل از منطقه واکنش وجود ندارد. گاز تولید شده در منطقه واکنش عبور محصولات جامد تبدیل به گاز (کک و خاکستر) و CO2 و H2O در گاز موجود علاوه بر این از نظر شیمیایی به CO و H2 دوباره بازسازی شد. در مقایسه با فناوری "دمیدن مستقیم"، هیچ محصول جانبی سمی در گاز وجود ندارد: این محصولات در منطقه واکنش غیرفعال هستند. این نوع گازدهی در نیمه اول قرن بیستم همراه با "دمیدن مستقیم" توسعه یافته‌است، اما میزان تولید گاز در آن به‌طور قابل توجهی کمتر از "دمش مستقیم" است و تلاش بیشتری برای توسعه فرایندهای "دمش معکوس" تا دهه ۱۹۸۰، زمانی که یک مرکز تحقیقاتی کاتکنییوگل شوروی (مؤسسهٔ تحقیق و توسعه برای توسعهٔ میدان زغال‌سنگ کنسک-آچینسک) فعالیت‌های تحقیق و توسعه را برای تولید فناوری اکنون به عنوان فرایند "TERMOKOKS-S" آغاز کرد. دلیل احیای علاقه به این نوع فرایند گازرسانی این است که از نظر زیست‌محیطی تمیز است و قادر به تولید دو نوع محصول مفید (به‌طور همزمان یا جداگانه) است: گاز (قابل احتراق یا گاز سنتز) و کک در دمای متوسط. مورد اول ممکن است به عنوان سوخت دیگ‌های بخار گاز و دیزل ژنراتور یا به عنوان سینگا برای تولید بنزین و غیره استفاده شود، مورد دوم - به عنوان سوخت فناوری در متالورژی، به عنوان جاذب شیمیایی یا به عنوان مادهٔ اولیه برای بریکت‌های خانگی. احتراق گاز محصول در دیگهای بخار گاز از نظر زیست‌محیطی تمیزتر از احتراق زغال‌سنگ اولیه است؛ بنابراین، یک کارخانه با استفاده از فناوری گازرسانی با "دمش معکوس" قادر به تولید دو محصول ارزشمند است که یکی از آن‌ها هزینهٔ تولید نسبتاً صفر دارد، زیرا محصول دوم با قیمت رقابتی بازار دیگر پوشش داده می‌شود. با متوقف شدن اتحاد جماهیر شوروی و کاتکنییوگل آن، این فناوری توسط دانشمندان منفرد به کار گرفته شد که در ابتدا آن را توسعه دادند و اکنون در روسیه مورد تحقیقات بیشتری قرار گرفته و به صورت تجاری در سراسر جهان توزیع می‌شود. اکنون کارخانه‌های صنعتی با استفاده از آن در اولان‌باتور (مغولستان) و کراسنویارسک (روسیه) شناخته شده‌اند.
فناوری گازدهی بستر جریان هوا تحت فشار که از طریق توسعهٔ مشترک بین گروه ویسون و پوسته (ترکیبی) ایجاد شده‌است. به عنوان مثال: هیبرید یک فناوری پیشرفتهٔ گازرسانی زغال‌سنگ پودر است، این فناوری همراه با مزایای موجود در دیگ بخار حرارت زباله شل اس‌سی‌جی‌پی، شامل مواردی فراتر از یک سیستم انتقال، طرح مشعل گازدار تحت فشار زغال‌سنگ خرد شده، دیواره آب از نوع مشعل جت مشعل جانبی و تخلیه متناوب به‌طور کامل در کارخانه اس‌سی‌جی‌پی موجود مانند فناوری بالغ و قابل اعتماد تأیید شده‌است، در عین حال، عوارض فرایند موجود را از بین برد و در فیلترهای خنک‌کننده سینگاس (مخزن زباله) و [خاکستر] که به راحتی خراب شدند، و فناوری فعلی گازرسانی موجود را که به‌طور گسترده در فرایند خنک‌سازی گاز مصنوعی استفاده می‌شود، ترکیب کرد. این نه تنها دیگ‌های بخار گرما زبالهٔ اصلی پوستهٔ اس‌سی‌جی‌پی را از ویژگی‌های زغال سازگار با قابلیت انعطاف‌پذیری قوی و توانایی مقیاس‌گذاری آسان حفظ می‌کند، بلکه مزایای فناوری خاموش‌کنندهٔ موجود را نیز جذب می‌کند.

### گازی شدن زغال زیرزمینی
گازدهی زیرزمینی (UCG) یک فرایند گازرسانی صنعتی است که در درزهای زغال‌سنگ غیر استخراج شده انجام می‌شود. این شامل تزریق یک مادهٔ اکسید کنندهٔ گازی، معمولاً اکسیژن یا هوا و آوردن گاز محصول حاصل از طریق چاه‌های تولید سوراخ شده به سطح است. گاز محصول می‌تواند به عنوان مادهٔ اولیهٔ شیمیایی یا به عنوان سوخت برای تولید برق استفاده شود. این تکنیک را می‌توان برای منابعی به کار برد که در غیر این‌صورت استخراج آن‌ها اقتصادی نیست. همچنین جایگزینی برای روش‌های معمول استخراج زغال‌سنگ ارائه می‌دهد. در مقایسه با استخراج و گازرسانی سنتی از زغال‌سنگ، UCG تأثیرات زیست‌محیطی و اجتماعی کمتری دارد، اگرچه نگرانی‌های زیست‌محیطی وجود دارد، از جمله پتانسیل آلودگی آبخوان.

### فناوری جذب کربن
جذب، استفاده و ترسیب کربن (یا ذخیره‌سازی) به‌طور فزاینده‌ای در پروژه‌های مدرن گازرسانی زغال‌سنگ مورد استفاده قرار می‌گیرد تا نگرانی مربوط به انتشار گازهای گلخانه‌ای مرتبط با استفاده از زغال‌سنگ و سوخت‌های کربنی را مرتفع سازد. در این رابطه، تبدیل به گاز دارای مزیت قابل توجهی بیش از احتراق معمولی از معادن زغال‌سنگ، که در آن کربن دی‌اکسید حاصل از احتراق به‌طور قابل توجهی با نیتروژن و اکسیژن باقی مانده در اگزوز احتراق فشار نزدیک به محیط رقیق و آن را نسبتاً سخت، انرژی فشرده و گران به تصرف خود در CO 2 (این به عنوان «بعد از احتراق» CO 2 جذب شناخته می‌شود).
در تبدیل به گاز، از سوی دیگر، اکسیژن به‌طور معمول به گسیفیر عرضه و فقط سوخت کافی می‌سوزد به ارائه گرما به بخار کردن بقیه. علاوه بر این، گازرسانی اغلب در فشار بالا انجام می‌شود. سینگاس حاصل معمولاً در فشار بالاتری است و توسط نیتروژن رقیق نمی‌شود و اجازه می‌دهد CO 2 بسیار راحت تر، کارآمد و کم هزینه تر از بین برود. تبدیل کردن به گاز و توانایی منحصر به فرد یکپارچه تبدیل به گاز سیکل ترکیبی را به راحتی حذف CO 2 از گاز سنتز پیش از احتراق، خود را در یک توربین گاز (به نام «قبل از احتراق» CO 2 ضبط) یا استفاده از آن در مواد سوختی یا شیمیایی سنتز یکی از مزیت‌های مهم آن است که بیش از سیستم‌های متداول استفاده از زغال‌سنگ.

#### گزینه‌های فناوری جذب کربن دی‌اکسید
همهٔ فرایندهای تبدیل مبتنی بر زغال‌سنگ نیاز به حذف هیدروژن سولفید (H 2 S؛ یک گاز اسید) از گاز سنتز به عنوان بخشی از پیکربندی کلی گیاهی است. فرایندهای معمول حذف گاز اسید (AGR) که برای طراحی گازدهی استفاده می‌شود یا یک سیستم حلال شیمیایی است (به عنوان مثال، سیستم‌های تصفیه گاز آمین بر اساس MDEA، به عنوان مثال) یا یک سیستم حلال فیزیکی (به عنوان مثال، رکتیزول یا سلکسول). انتخاب فرایند بیشتر به نیاز و هزینه پاکسازی سینگاس بستگی دارد. شیمیایی / فیزیکی فرایندهای AGR متعارف با استفاده از MDEA,رکتیزول و سلکسول به صورت تجاری از فناوری‌های اثبات شده و می‌تواند برای حذف انتخابی CO 2 علاوه بر H 2 S از یک جریان گاز سنتز طراحی شده‌است. برای ضبط قابل توجهی از CO 2 از یک گیاه تبدیل به گاز (به عنوان مثال> ۸۰ درصد) CO در گاز سنتز ابتدا باید به CO 2 و هیدروژن (H 2) از طریق یک تبدیل می‌شود آب و گاز تغییر (WGS) گام بالادست کارخانه AGR.
برای برنامه‌های کاربردی تبدیل به گاز، یا مجتمع تبدیل کردن به گاز سیکل ترکیبی (IGCC)، تغییرات گیاهی مورد نیاز برای اضافه کردن توانایی ضبط CO2 حداقل است. سینگاس تولید شده توسط دستگاه‌های گاز رسان برای از بین بردن ناخالصی‌های موجود در جریان گاز باید از طریق فرایندهای مختلف تصفیه شود، بنابراین تمام آنچه برای حذف CO2 لازم است. افزودن تجهیزات لازم، یک جاذب و احیاکننده به این قطار فرایند است.
در برنامه‌های احتراق، اصلاحات باید در پشته اگزوز انجام شود و به دلیل غلظت کمتر CO2 موجود در اگزوز، حجم بسیار بیشتری از کل گاز به پردازش نیاز دارد، که تجهیزات بزرگ‌تر و گران‌تر را ضروری می‌کند.

## محصولات جانبی
محصولات جانبی تولید گاز زغال‌سنگ شامل کک، تار زغال‌سنگ، گوگرد و آمونیاک بود. رنگ‌ها و داروها از جمله داروهای سولفا، ساخارین و بسیاری از ترکیبات آلی از گاز زغال‌سنگ به‌دست می‌آیند.
کک را به عنوان یک سوخت که دود ندارد برا سنتز و تهیهٔ گاز پیوند و گاز سنتز استفاده می‌شود. قطران زغال‌سنگ برای دوباره بازیابی محصولات مختلف استفاده و تقطیر می‌شود:
- قطران، برای سطح جاده
- بنزول، سوخت موتور
- کرئوزوت، نگهدارندهٔ چوب
- فنل، که در ساخت پلاستیک استفاده می‌شود
- کرسول، ضدعفونی‌کننده‌ها

از گوگرد در سنتز اسید سولفوریک استفاده می‌شود.
آمونیاک در سنتز کودها استفاده می‌شود.

## تجاری‌سازی
با توجه به نظر شورای فناوری گازرسانی و سینگاس، یک اتحادیهٔ تجاری، که در جهان ۲۷۲ عضو وجود دارد کارخانه‌های گازی کردن زغال‌سنگ با ۶۸۶ گازسوز و ۷۴ گیاهان با ۲۳۸ دستگاه‌های گازسوز در دست ساخت است. و اغلب این موارد از زغال‌سنگ به عنوان مادهٔ اولیه و نیروی محرک استفاده می‌کنند.
از سال ۲۰۱۷، تقریباً اکثر سهم گسترش استفاده از زغال‌سنگ مربوط به کشور چین هست که در آن دولت‌های محلی و شرکت‌های انرژی صنعت را برای ایجاد شغل و مارکت زغال‌سنگ رشد می‌دهند. در بیشتر قسمت‌ها، گیاهان در مناطق دور افتاده و غنی از زغال‌سنگ قرار دارند.
دولت فدرال مرکزی به مصائب زیست‌محیطی اشراف دارد: گیاهان علاوه بر تولید مقدار زیادی دی‌اکسید کربن، در مناطقی که آب کم است از آب زیادی استفاده می‌کنند.

## اثرات زیست‌محیطی
تولید گاز زغال‌سنگ و اثرات زیست‌محیطی آن

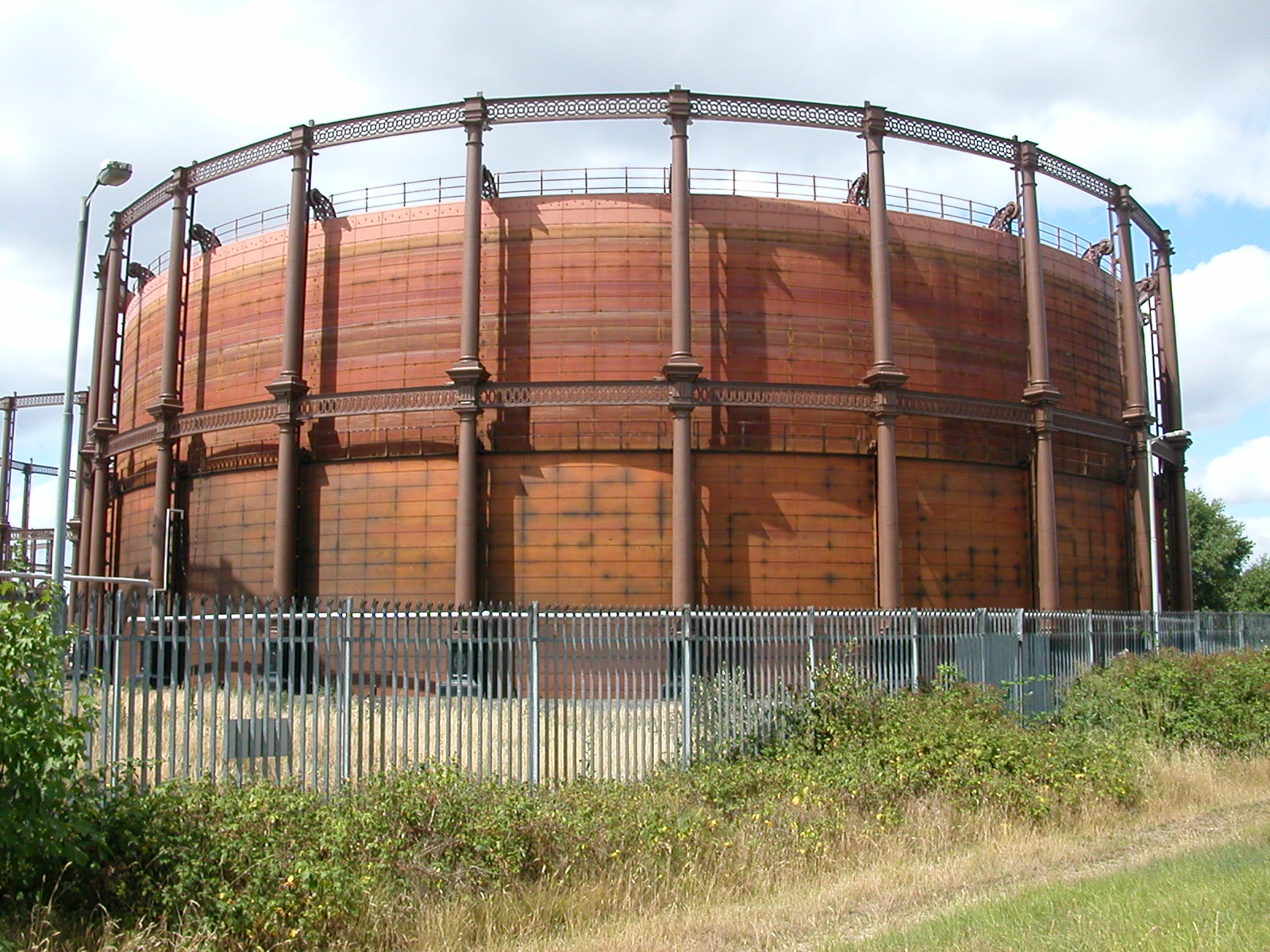
گاز سنج در وستهم، انگلستان

بیشتر ۵۰۰۰۰ نیروگاه در ایالات متحده آمریکا در طول دوران پیشرفت گاز طبیعی به وجود آمد. تولید این گاز، گاز طبیعی، اصولاً با تولید پسماندهای آلوده اصولاً باعث آلودگی محیط اطراف می‌شود، با توجه به این بسیاری از کارخانه‌های گاز شهر در گذشته یکی از نگرانی‌های جدی زیست‌محیطی هستند و هزینه‌های پاکسازی و اصلاح اغلب زیاد است. کارخانه‌های تولید گاز (MGP) معمولاً در مجاورت یا مجاور آبراهه‌هایی که برای حمل و نقل در زغال‌سنگ و تخلیه فاضلاب آلوده به تار، آمونیاک و / یا روغن قطره ای، و همچنین تارهای زائد کامل و امولسیون‌های آب قطره استفاده می‌شد، قرار گرفتند.
در روزهای اول عملیات MGP، قطران زغال‌سنگ به عنوان زباله دیده می‌شد و بیشتر در محیط‌های اطراف و کنار محل کارخانه دفع می‌شد. این در حالی است که استفاده از تار زغال‌سنگ در اواخر قرن نوزدهم بیشتر مورد استقبال قرار گرفت و توسعه یافت، بازار تار متفاوت است و پالایشگاه‌هایی که نمی‌توانند در یک زمان مشخص قیر تولیدی خود را بفروشند می‌توانند قیر را برای استفاده در آینده نگهداری کنند، سعی می‌کنند آن را به عنوان سوخت دیگ بخار بسوزانند یا تار را به عنوان ضایعات ریخته. معمولاً، تارهای زباله در نگهدارنده‌های قدیمی گاز، آداپتورها یا حتی شافت‌های معدن (در صورت وجود) دفع می‌شدند. با گذشت زمان، تارهای زائد با فنول‌ها، بنزن (و سایر مواد معطر - BTEX) و هیدروکربن‌های آروماتیک چندحلقه‌ای که به صورت توده‌های آلاینده وارد محیط می‌شوند و می‌توانند به محیط اطراف فرار کنند، از بین می‌روند. از دیگر زباله‌ها می‌توان به «بیلی آبی» که یک ترکیب فروفرسیانید است - دلیل رنگ آبی آن به‌خاطر رنگ نیل فرنگی است. آبی بیلی به‌طور معمول یک مادهٔ تکی و دانه‌دانه است و گاهی با خط تسمه «در خوشه‌های سبز برگ» در بازارهای خیابانی فروش می‌رود. دیدن و بودن این آبی بیلی شاید و احتمالاً به باقی مانده‌های گازهای خرد شده / بادام تلخ یا خمیر بادام که به گاز سیانور مربوط می‌شود، به ضایعات گازسوز تبدیل شود.
عوض کردن و تغییر دادن فرایند گاز آب کربن‌دار شده در ابتدای کار منجر به کاهش دریافتی در خروجی قطران گاز آب در مقایسه با حجم تارهای زغال‌سنگ شد. اختراع و همه‌گیر شدن اتومبیل، در دسترس بودن نفتا برای روغن کاربراتور را کاهش داد، به این دلیل که این به عنوان سوخت موتور مطلوب بود. MGPهایی که به گرانول‌های بیشتری از روغن منتقل می‌شوند، بیشتر به ایرادهایی در تولید امولسیون‌های آب قطره روبرو می‌شوند که حل آن‌ها سخت، وقت‌گیر و هزینه‌بر است.
آلودگی‌هایی که بیشتر به FMGP مربوط هستند شامل موارد زیر است:
- BTEX
  - از رسوبات تارهای زغال‌سنگ / گاز پراکنده شده‌است
  - نشت روغن کاربراتور / روغن سبک
  - نشتی از گلدان‌های قطره‌ای، هیدروکربن‌های چگالنده را از گاز جمع می‌کند
- زباله / لجن قطران زغال‌سنگ
  - به‌طور معمول در جمع دارندگان گاز و حوضچه‌های تصفیه یافت می‌شود.
  - لجن قطران زغال‌سنگ ارزش فروش مجدد ندارد و بنابراین همیشه ریخته می‌شد.
- ترکیبات آلی فرار
- هیدروکربن‌های آروماتیک چندحلقه‌ای (PAH)
  - در غلظت‌های قابل توجهی در قطران زغال‌سنگ، قطران گاز و سطح زمین وجود دارد.
- فلزات سنگین
  - لحیم سرب برای شبکه‌های گاز، لوله‌های سرب و خاکستر زغال‌سنگ.
- سیانور
  - زباله‌های تصفیه کننده مقدار زیادی فروسیانیدهای پیچیده در خود دارند.
- کربن سیاه
  - فقط در جایی یافت شد که از نفت خام به عنوان ماده اولیه گازدهی استفاده شده باشد.
- امولسیون‌های قطران

قطران زغال‌سنگ و همین‌طور لجن آن به‌طور معمول تراکم بیشتری از آب دارند و به عنوان یک مایع در فاز غیر آبی حضور دارند.
در انگلستان، تعدادی از سایت‌های قبلی گازرسانی برای مصارف مسکونی و سایر مصارف به عنوان زمین اصلی قابل توسعه در محدوده مرزهای شهر، مورد بازسازی قرار گرفته‌است. چنین فرصت‌های توسعه ای اکنون منجر به مشکلات مرتبط با برنامه‌ریزی و رژیم زمین آلوده شده و اخیراً نیز به وجود آمده‌است در مجلس عوام بحث شده‌است.

### تأثیر زیست‌محیطی گاززدایی مدرن زغال‌سنگ
فرایندهای گازی شدن زغال‌سنگ به منظور کاهش انتشار و پخش آلاینده‌ها به اقدامات کنترل و پیشگیری از آلودگی نیاز دارد. آلاینده‌ها یا انتشار آلاینده‌ها در زمینهٔ گازی شدن زغال‌سنگ در زیر آورده شده‌است:
- خاکستر و سرباره

گازی‌های بدون سرباره خاکستر خشک شبیه به فرایند احتراق زغال‌سنگ تولید می‌کنند، که دارای مسئولیت اجتماعی می‌باشد اگر خاکستر، که معمولاً حاوی فلزات سنگینی هستند، قابل شستشو یا سوزاندن باشد و همچنین اگر خاکستر باید در استخرهای خاکستر ذخیره شود. گازی‌های سرباره ای، که در بیشتر برنامه‌های گازرسانی زغال‌سنگ در تمامی جهان مورد استفاده قرار می‌گیرند، دارای برتری‌های قابل توجهی در این هستند که اجزای خاکستر در یک سرباره شیشه ای ذوب می‌شوند و ردیابی فلزات سنگین در ماتریس شیشه ای غیرقابل شستشو، مواد غیر سمی است. این سرباره‌هایی که ضرری ندارد همچنین چندین کاربرد خوب مانند استفاده به عنوان سنگدانه در بتن، در آسفالت به منظور ساخت جاده، سنگریزه در انفجار ساینده همچنین به عنوان گرانول سقف و غیره نیز داراست.
- دی‌اکسید کربن (CO2)

CO 2 در تغییرات اقلیم آب و هوایی جهانی از اهمیت بسیار بالایی برخوردار است.
- سیارهٔ تیر
- ذرات معلق (PM)
- آرسنیک

خاکستر در فرایند تبخیر به دلیل وجود عناصر غیر ارگانیک به وجود می‌آید. برخی از این ناخالصی‌ها واکنش می‌دهند و باعث تشکیل جامدات میکروسکوپی می‌شوند که می‌توانند در سینگاهای تولید شده توسط گازدهی معلق شوند.
- اکسیدهای نیتروژن (NOx)

(NOx) به اکسید نیتریک (NO) و دی‌اکسید نیتروژن (NO2) اشاره می‌کند. زغال‌سنگ به‌طور معمول در حدود ۰٫۵ تا ۳ درصد نیتروژن بر اساس وزن خشک دارد که بیشتر آن به گاز نیتروژن بی‌ضرر تبدیل می‌شود. در این فرایند حجم کمی آمونیاک و سیانید هیدروژن تولید می‌شود و باید در طی فرایند خنک‌سازی گاز سنتز از بین برود. در مورد تولید برق، همچنین NOX می‌تواند در گازهای خروجی توربین نیز موجود باشد.
- دی‌اکسید گوگرد (SO2)

به‌طور معمول زغال‌سنگ شامل هر نقطه از ۰٫۲ تا ۵ درصد گوگرد در وزن خشک، که تبدیل به H 2 S و COS در سرما با توجه به درجه حرارت بالا و سطح پایین اکسیژن. این «گازهای اسیدی» قبل از سوزاندن سینگاها در توربین گاز برای تولید برق یا قبل از استفاده در سنتز سوخت‌ها، از سینگاهای تولید شده توسط دستگاه‌های گاز دهنده توسط تجهیزات حذف گاز اسید خارج می‌شوند.